# Portia Modise
Portia Modise (sinh ngày 20 tháng 6 năm 1983) là một cầu thủ bóng đá nữ người Nam Phi, từng được vinh danh là Cầu thủ xuất sắc nhất giải vô địch bóng đá nữ châu Phi 2006. Cô đại diện đội tuyển quốc gia Nam Phi tham dự Thế vận hội Luân Đôn 2012 và trở thành cầu thủ châu Phi đầu tiên ghi được 100 bàn thắng quốc tế.

## Sự nghiệp câu lạc bộ
Modise sinh ra tại Soweto (Meadowlands) và bắt đầu chơi bóng với các cậu bé trong khu phố. Cô chọn bóng đá thay vì bóng lưới khi còn đi học và bắt đầu thi đấu cho Soweto Rangers ở cấp độ U-10. Sau khi thi đấu cho Rangers và đội nữ của Jomo Cosmos, cô chuyển sang Soweto Ladies vào năm 1996. Modise có hai anh trai.
Thi đấu tốt ở cả vị trí tiền vệ lẫn tiền đạo, cô được đặt biệt danh là "Bashin" theo tên cầu thủ nam Albert "Bashin" Mahlangu. Trong mùa giải 2001–02, cô ghi được 51 bàn thắng cho Soweto Ladies, và ghi thêm hai bàn nữa trong trận chung kết vô địch quốc gia thắng Cape Town Pirates 4–0.
Năm 2003, Modise được mời thử việc tại Arsenal Ladies. Tuy nhiên, do tranh cãi về tài trợ và kinh phí, cô và hai đồng đội người Nam Phi là Toni Carelse và Veronica Phewa không thể ký hợp đồng, dù đã gây ấn tượng với HLV Vic Akers.
Mùa 2005–06, cô làm huấn luyện viên học viện cho Orlando Pirates, nhưng rời vị trí sau 7 tháng vì bất đồng với HLV Augusto Palacios.
Tháng 6 năm 2007, Modise ký hợp đồng 2 năm với CLB Fortuna Hjørring ở giải Đan Mạch, sau khi gây ấn tượng trong hợp đồng thử việc 1 tháng. Ở Nam Phi, cô từng thi đấu cho Orlando Pirates, Jomo Cosmos F.C. và Palace Super Falcons.
Năm 2009, cô ký hợp đồng 6 tháng với Palace Super Falcons tại Nam Phi, và tiếp tục thi đấu ở đó trong năm 2012.
Năm 2014, cô không góp mặt trong đợt tập trung ban đầu của đội tuyển dự giải vô địch châu Phi do đang thi đấu bí mật cho một đội nam ở nước ngoài. Sau đó, khi HLV mới biết đến cô, Modise quay trở lại Nam Phi và thi đấu cho Croesus Ladies.

## Sự nghiệp đội tuyển quốc gia
Modise từng là đội trưởng đội U-19 Nam Phi (Basetsane Basetsane) trước khi được gọi lên tuyển quốc gia (Banyana Banyana). Tại giải vô địch nữ châu Phi 2000, cô thi đấu tất cả các trận, ghi bàn đầu tiên trước Zimbabwe và đá trận chung kết gặp Nigeria – trận đấu bị gián đoạn bởi bạo loạn từ khán giả.
Năm 2005, cô là một trong hai cầu thủ châu Phi được đề cử danh hiệu Cầu thủ nữ xuất sắc nhất năm của FIFA, cùng Perpetua Nkwocha. Danh hiệu thuộc về Birgit Prinz.
Tại giải vô địch bóng đá nữ châu Phi 2006, cô ghi bàn trong trận tranh hạng ba với Cameroon và được bầu là Cầu thủ xuất sắc nhất giải. Cô cũng nằm trong top 3 đề cử Cầu thủ nữ xuất sắc nhất châu Phi năm đó và được chọn thi đấu trận All-Stars trước lễ bốc thăm Giải vô địch bóng đá nữ thế giới 2007.
Tháng 11 năm 2008, Modise tuyên bố rút khỏi đội tuyển quốc gia sau khi mâu thuẫn với HLV August Makalakalane. Tháng 4 năm 2012, cô được HLV mới Joseph Mkhonza triệu tập trở lại sau khi Makalakalane bị sa thải do cáo buộc quấy rối tình dục và kỳ thị đồng tính.
Trước thềm Thế vận hội 2012, cô đã có 71 bàn thắng sau 92 lần ra sân. Trong trận ra quân gặp Thụy Điển (thua 1–4), cô ghi bàn từ vạch giữa sân. FIFA.com mô tả đây là pha lập công "rung chuyển" sân vận động, được khán giả cả hai đội vỗ tay tán thưởng.
Tháng 10 năm 2012, cô được triệu tập dự giải vô địch bóng đá nữ châu Phi, và được kỳ vọng sẽ đạt mốc 100 lần khoác áo đội tuyển nếu Nam Phi vào bán kết.  Modise đóng vai trò then chốt trong hành trình đưa Nam Phi vào đến trận chung kết, nơi họ để thua trước Guinea Xích Đạo..
Tháng 10 năm 2014, Modise trở thành cầu thủ châu Phi đầu tiên ghi được 100 bàn thắng quốc tế, với cú đúp vào lưới Algeria (thắng 5–1) tại giải vô địch bóng đá nữ châu Phi.
Ngày 19 tháng 5 năm 2015, cô tuyên bố giã từ sự nghiệp thi đấu quốc tế, khép lại với 124 trận và 101 bàn thắng cho đội tuyển Nam Phi.

## Bàn thắng quốc tế
| No.  | Ngày                 | Địa điểm              | Đội tuyển | Bàn thắng | Kết quả     | Giải đấu                                              |
| ---- | -------------------- | --------------------- | --------- | --------- | ----------- | ----------------------------------------------------- |
| 1.   | 25 tháng 10 năm 2003 | Pretoria, Nam Phi     | Namibia   | 8–0       | 13–0        | Vòng loại Thế vận hội Mùa hè 2004                     |
| 2.   | 1 tháng 2 năm 2004   | Nam Phi               | Angola    | 4–1       | 6–2         | Vòng loại Thế vận hội Mùa hè 2004                     |
| 3.   | 1 tháng 2 năm 2004   | Nam Phi               | Angola    | 5–1       | 6–2         | Vòng loại Thế vận hội Mùa hè 2004                     |
| 4.   | 1 tháng 2 năm 2004   | Nam Phi               | Angola    | 6–2       | 6–2         | Vòng loại Thế vận hội Mùa hè 2004                     |
| 5.   | 14 tháng 2 năm 2004  | Luanda, Angola        | Angola    | 1–1       | 2–3         | Vòng loại Thế vận hội Mùa hè 2004                     |
| 6.   | 12 tháng 3 năm 2004  | Nam Phi               | Nigeria   | 1–2       | 2–2         | Vòng loại Thế vận hội Mùa hè 2004                     |
| 7.   | 12 tháng 3 năm 2004  | Nam Phi               | Nigeria   | 2–2       | 2–2         | Vòng loại Thế vận hội Mùa hè 2004                     |
| 8.   | 21 tháng 9 năm 2004  | Pretoria, Nam Phi     | Zimbabwe  | 1–0       | 1–2         | Giải vô địch bóng đá nữ châu Phi 2004                 |
| 9.   | 22 tháng 8 năm 2006  | Lusaka, Zambia        | Lesotho   | 2–0       | 9–0         | Giải vô địch bóng đá nữ khu vực Nam Phi (COSAFA) 2006 |
| 10.  | 22 tháng 8 năm 2006  | Lusaka, Zambia        | Lesotho   | 5–0       | 9–0         | Giải vô địch bóng đá nữ khu vực Nam Phi (COSAFA) 2006 |
| 11.  | 24 tháng 8 năm 2006  | Lusaka, Zambia        | Malawi    | 2–0       | 3–0         | Giải vô địch bóng đá nữ khu vực Nam Phi (COSAFA) 2006 |
| 12.  | 25 tháng 8 năm 2006  | Lusaka, Zambia        | Zimbabwe  | 1–0       | 4–1         | Giải vô địch bóng đá nữ khu vực Nam Phi (COSAFA) 2006 |
| 13.  | 26 tháng 8 năm 2006  | Lusaka, Zambia        | Namibia   | 1–1       | 3–1         | Giải vô địch bóng đá nữ khu vực Nam Phi (COSAFA) 2006 |
| 14.  | 26 tháng 8 năm 2006  | Lusaka, Zambia        | Namibia   | 3–1       | 3–1         | Giải vô địch bóng đá nữ khu vực Nam Phi (COSAFA) 2006 |
| 15.  | 10 tháng 11 năm 2006 | Oleh, Nigeria         | Cameroon  | 1–0       | 2–2 (5–4 p) | Giải vô địch bóng đá nữ châu Phi 2006                 |
| 72.  | 25 tháng 7 năm 2012  | Coventry, Anh         | Thụy Điển | 1–3       | 1–4         | Thế vận hội Mùa hè 2012                               |
| 95.  | 23 tháng 5 năm 2014  | Mitsamiouli, Comoros  | Comoros   | 1–0       | 13–0        | Vòng loại Giải vô địch bóng đá nữ châu Phi 2004       |
| 96.  | 23 tháng 5 năm 2014  | Mitsamiouli, Comoros  | Comoros   | 2–0       | 13–0        | Vòng loại Giải vô địch bóng đá nữ châu Phi 2004       |
| 97.  | 23 tháng 5 năm 2014  | Mitsamiouli, Comoros  | Comoros   | 5–0       | 13–0        | Vòng loại Giải vô địch bóng đá nữ châu Phi 2004       |
| 98.  | 23 tháng 5 năm 2014  | Mitsamiouli, Comoros  | Comoros   | 6–0       | 13–0        | Vòng loại Giải vô địch bóng đá nữ châu Phi 2004       |
| 99.  | 18 tháng 10 năm 2014 | Windhoek, Namibia     | Algérie   | 2–0       | 5–1         | Giải vô địch bóng đá nữ châu Phi 2014                 |
| 100. | 18 tháng 10 năm 2014 | Windhoek, Namibia     | Algérie   | 5–0       | 5–1         | Giải vô địch bóng đá nữ châu Phi 2014                 |
| 101. | 11 tháng 4 năm 2015  | Johannesburg, Nam Phi | Botswana  | 2–0       | 5–0         | Vòng loại Đại hội Thể thao châu Phi                   |

## Đời tư
Vào tháng 3 năm 2005, Ria Ledwaba – trưởng ban bóng đá nữ của Hiệp hội Bóng đá Nam Phi (SAFA) – đã công bố kế hoạch đưa các cầu thủ đến các lớp học về nghi thức xã giao và cung cấp trang phục thi đấu bó sát hơn nhằm "tăng vẻ nữ tính" cho họ. Là đội trưởng đội tuyển quốc gia, Modise công khai bác bỏ đề xuất này và chỉ trích mạnh mẽ ban điều hành: “Chúng tôi cần các nhà tài trợ, nhưng tất cả những gì ban này làm chỉ là đưa ra những vấn đề kém quan trọng vì họ đã thất bại trong việc cải tổ môn thể thao này.”
Trong tranh cãi với Ledwaba, Modise từ chối tiết lộ xu hướng tính dục của mình: “Cuộc sống riêng tư là chuyện của tôi.” Năm 2011, cô xuất hiện trong một bộ phim tài liệu truyền hình, làm nổi bật tình cảnh của những người đồng tính nữ ở Nam Phi – những người luôn sống trong lo sợ bị “hiếp dâm để chữa trị”, bị bạo lực và sát hại. Modise chia sẻ với các nhà làm phim rằng cô không bao giờ ra ngoài một mình vào ban đêm: “Tôi biết rõ cuộc sống của một người đồng tính nữ da đen ở Nam Phi nguy hiểm như thế nào.”